# Perlette
La perlette B ou perlette sans pépins est un cépage de raisin de table blanc précoce.
Grosses grappes de grains ronds de taille moyenne et sans pépins.